# The Land Before Time
The Land Before Time (tên gốc: The Land Before Time) còn có tựa đề là một phim hoạt hình sản xuất năm 1988. 
được đạo diễn và sản xuất bởi Don Bluth và điều hành sản xuất bởi Steven Spielberg, George Lucas, Kathleen Kennedy, và Frank Marshall. Bộ phim có sự tham gia lồng tiếng của Gabriel Damon, Candace Hutson, Judith Barsi (sau khi qua đời) và Will Ryan với lời kể của Pat Hingle. Đây là bộ phim đầu tiên trong nhượng quyền thương mại The Land Before Time.
Được sản xuất bởi các công ty Mỹ Amblin Entertainment, Lucasfilm và  Sullivan Bluth Studios Ireland Ltd. Mỹ gốc Ireland, phim nói về những con khủng long sống ở thời tiền sử. Cốt truyện liên quan đến một chú khủng long trẻ "Longneck" (Cổ dài) (Apatosaurus) tên là Littlefoot (Chân nhỏ), bị mồ côi khi mẹ cậu bị một kẻ ăn thịt hung ác ăn thịt. Littlefoot chạy trốn thoát khỏi nạn đói và biến động để tìm kiếm Thung lũng Lớn, một khu vực không bị tàn phá. Trên hành trình của mình, cậu gặp bốn người bạn trẻ: Cera the "Threehorn" (Ba sừng) (Triceratops), Ducky "Bigmouth" (Miệng lớn) (Saurolophus), Petrie "Flyer" (Pteranodon), và "Spiketail" (Đuôi gai) (Stegosaurus)